# Agamura
Agamura is een geslacht van hagedissen dat behoort tot de gekko's (Gekkota) en de familie Gekkonidae. 

## Naam en indeling
De wetenschappelijke naam van de groep werd voor het eerst voorgesteld door William Thomas Blanford in 1874. Er zijn twee soorten, inclusief de pas in 2018 beschreven soort Agamura kermanensis.

## Verspreiding en habitat
De hagedissen komen voor in delen van Azië en het Midden-Oosten en leven in de landen Iran, Pakistan en Afghanistan.

## Soorten
Het geslacht omvat de volgende soorten, met de auteur en het verspreidingsgebied.
| Naam                | Auteur                                                                                       | Verspreidingsgebied         |
| ------------------- | -------------------------------------------------------------------------------------------- | --------------------------- |
| Agamura kermanensis | Hosseinian-Yousefkhani, Aliabadian, Rastegar-Pouyani, Darvish, Shafiei, & Sehhatisabet, 2018 | Iran                        |
| Agamura persica     | Duméril, 1856                                                                                | Iran, Pakistan, Afghanistan |